# Intermission (группа)
Intermission — немецкая евродэнс-группа.

## История
Intermission была создана в 1993 году группой немецких продюсеров, известной как DMP (Dance Music Project), куда входили Гиора Шайн, Михаэль Эйзеле (AKA Attack II), Торстен Адлер, Юрген "Нози" Кацман, Томас Кайл.
Первым синглом группы стала песня "Honesty". Вокал в этой песне исполнила Нина Герхард. Затем последовал сингл "Piece Of My Heart", ставший в итоге главным хитом группы, продержавшись в лучшей двадцатке национального чарта Германии более 12 недель и достигнув 8-й позиции. Женский вокал в этой песне принадлежит Валери Скотт, рэп читает Александр Реджинальд Бельчер.
В вышедших в 1994 году синглах "Give Peace A Chance" и "Six Days" вокалисткой стала Лори Глори. Эти синглы были весьма успешны, продержавшись в национальном чарте Германии по 11-12 недель и достигнув 29 и 20 позиции соответственно. В том же году вышел полноценный альбом группы "Piece Of My Heart", который включал в себя как ранее выпущенные синглы, так и новые треки.
Вышедший в 1995 году сингл "Planet Love" достиг 24 позиции в чарте. Следующие синглы "All Together Now", "Real Love", "Miracle Of Love", "Blow Your Mind" не смогли добиться серьёзного успеха.
После 1997 года группа фактически прекратила деятельность, перестав записывать новые композиции. В 2003 году был выпущен сборник ремиксов на их главный хит "Piece Of My Heart".

## Дискография

### Альбомы
- Piece Of My Heart (1994)

### Синглы
- Honesty (1993)
- Piece Of My Heart (1993)
- Give Peace A Chance (1994)
- Six Days (1994)
- Planet Love (1995)
- All Together Now (1995)
- Real Love (1996)
- Miracle Of Love (1996)
- Blow Your Mind (1997)